# Test de Usher
En neonatología, el test de Usher o método de Usher es una técnica clínica comúnmente usada para el cálculo indirecto de la edad gestacional de un recién nacido. El test le asigna un valor a una serie de criterios de examen, la suma total del cual es luego extrapolado para inferir la edad gestacional del neonato. Los criterios son cinco, puramente físicos, a diferencia del test de Ballard que añade evaluaciones neurológicas.

## Edad gestacional
El método de Usher rinde resultados generalizados, menos específicos que otros métodos, como el método de Capurro, ubicando al recién nacido en tres rangos: 
- Menor de 36 semanas,
- Entre 37 y 38 semanas, y
- Mayor de 39 semanas.

Los resultados pueden verse alterados con restricciones en el crecimiento intrauterino. 

## Criterios
El test de Usher evalúa seis criterios en el recién nacido:
| Signo                | < 36 semanas                                                  | 37 o 38 semanas                                                    | > 39 semanas                                                            |
| -------------------- | ------------------------------------------------------------- | ------------------------------------------------------------------ | ----------------------------------------------------------------------- |
| Cabello              | Fino, aglutinado, difícil de separar.                         | Escaso, fino, aglutinado, difícil de separar (hasta 37)            | Abundante, grueso, individualizable (>38)                               |
| Pabellón auricular   | Escaso cartílago, no vuelve a su posición después de plegarlo | Menos deformable, cartílago regular, tarda en volver a su posición | Poco deformable, cartílago grueso y rígido, vuelve rápido a su posición |
| Pezón                | Menos de 0.5 cm o ausente                                     | 0.5-1 cm diámetro                                                  | 1-4 cm diámetro                                                         |
| Genitales Masculinos |                                                               | Escroto liso, micropene y testículos no descendidos (<36)          | escroto con pliegues, testículos descendidos (>38)                      |
| Genitales Femeninos  |                                                               | Labios menores sobresalen sobre los mayores (<36)                  | Labios mayores cubren a los menores (>38)                               |
| Pliegues plantares   | 1 o más en 1/3 anteriores del pie                             | Pliegues en 2/3 anteriores del pie                                 | Pliegues en toda la planta del pie                                      |

1. ↑  37 a 38 semanas si no se indica lo contrario.
2. ↑  Mayor de 39 semanas si no se indica lo contrario.